# 9378 Нансі-Лотарингія
9378 Нансі-Лотарингія (9378 Nancy-Lorraine) — астероїд головного поясу, відкритий 18 серпня 1993 року.
Тіссеранів параметр щодо Юпітера — 3,187.